# Jacob Kodji
Jacob Kodji, né le 27 janvier 1960 à Mogodé et mort le 22 janvier 2017 à Tchoffol, est un général de division camerounais de l'armée de terre.

## Biographie
Au début des années 1970, Jacob Kodji achève ses études primaires et intègre le lycée de Mokolo qu'il fréquentera jusqu'au début des années 1980.
En 1983, il est admis à la formation d'officier à l'École militaire inter-armée (EMIA) de Yaoundé d'où il sort sous-lieutenant spécialité artillerie, en 1985 à l'occasion du triomphe de la promotion « Rigueur et Moralisation ».
En 1987, il est promu lieutenant, puis capitaine quatre ans plus tard et en 1998, après des stages de perfectionnement entre autres au bataillon d'artillerie sol-sol de Nkongsamba ainsi qu'à l'étranger, il est élevé au grade de lieutenant-colonel.
En 2008, il est promu colonel et dirige en 2014 la 31e Brigade d’infanterie motorisée (BIM) dans la région de l'Adamaoua. L'année suivante, face à la montée en puissance du mouvement terroriste dénommé « Jama'atu Ahlis Sunna Lidda'Awati Wal-Jihad » (Groupe sunnite pour la prédication et le djihad) plus connu sous le nom de Boko Haram à l'Extrême-Nord du Cameroun, le haut commandement de l'armée camerounaise le choisit comme commandant de la 4e Région militaire interarmées (RMIA) dans sa région natale pour endiguer les incursions répétées de ce mouvement sur le territoire camerounais.
Sa proximité avec les hommes de troupes, son courage et son habileté tant au commandement qu'au combat en font un officier supérieur à la fois respecté par les troupes et cité en exemple par la hiérarchie.
Fort de ses succès face à Boko Haram, il est promu par le Président de la République chef suprême des forces armées Paul Biya, au grade de général de brigade le 13 août 2015. Il est également porté à la tête de l'opération Émergence 4 composée par les forces du Bataillon d’intervention rapide, l’élite de l’armée camerounaise, du Bataillon d’infanterie motorisé, du Bataillon d’artillerie, visant à repousser les combattants de Boko Haram hors du territoire camerounais. C'est ainsi que sous son commandement des centaines de combattants ont été neutralisés, des milliers de munitions saisies et des dizaines de bases arrière détruites.

## Décès
Le 22 janvier 2017, l'hélicoptère des forces de défense camerounaise de type BEL 206 ayant à son bord le général de brigade Jacob Kodji, le colonel Alphonse Kameni, l’équipage composé du lieutenant Aurélien Tchinda, pilote, et du lieutenant Basile Souloukna Grassou, mécanicien, s'est écrasé à 18 h 45 dans la localité de Tchoffol (arrondissement de Bogo), département du Diamaré dans la Région de l’Extrême-Nord pendant qu’il rentrait d’une mission de reconnaissance en zone. Tous les occupants ont trouvé la mort.